# Halyzia sedecimguttata
Halyzia sedecimguttata sau buburuza portocalie, este o specie din familia Coccinellidae. Comună în zonele păduroase, și larvele și adulții se hrănesc în principal cu mucegai și ocazional cu afide. Ca aspect, elitrele sunt de culoare portocaliu deschise, iar punctele, în număr de șaisprezece, sunt albe-maronii deschise. Deși neobișnuit, specia s-a stabilit abia în secolul al XX-lea și acum este comună în unele părți din Europa și Insulele Britanice.